# Saint-Hilaire-le-Châtel
Pour les articles homonymes, voir Saint-Hilaire et Chatel.
Saint-Hilaire-le-Châtel est une commune française, située dans le département de l'Orne en région Normandie, peuplée de 668 habitants.

## Géographie

### Description
La commune se situe dans la région naturelle du  Perche.

### Hydrographie
La commune est située dans le bassin Loire-Bretagne. Elle est drainée par un bras de l'hoêne, l'Hoëne, le ruisseau de Saint-mard, le ruisseau de la Gobillonne, le ruisseau de Launay et le ruisseau du Gué de bouyère,,.
L'Hoëne, d'une longueur de 13 km, prend sa source dans la commune de Sainte-Céronne-lès-Mortagne et se jette  dans la Sarthe à La Mesnière, après avoir traversé cinq communes. 

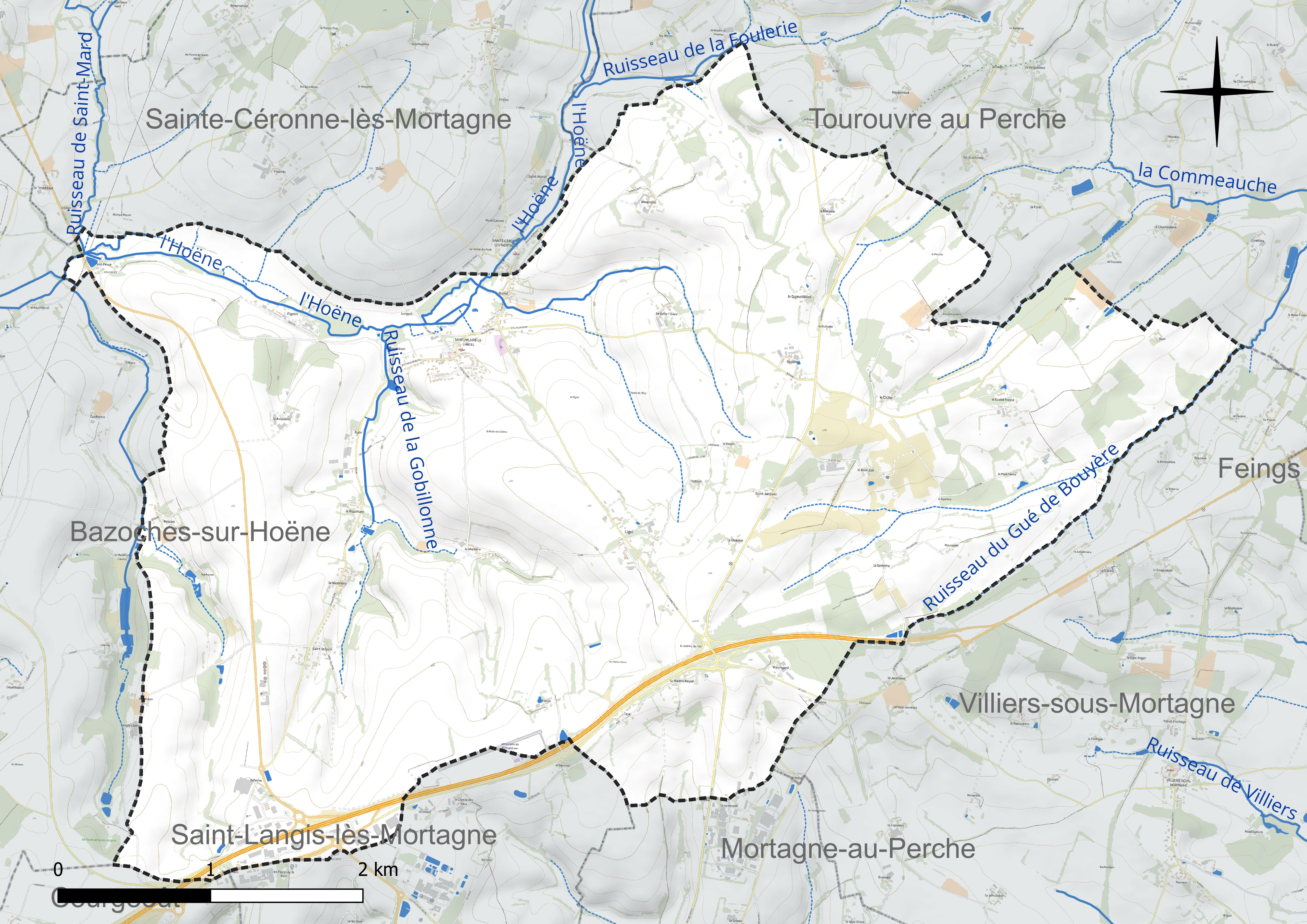
Réseau hydrographique de Saint-Hilaire-le-Châtel.

### Climat
Pour des articles plus généraux, voir Climat de la Normandie et Climat de l'Orne.
En 2010, le climat de la commune est de type climat océanique dégradé des plaines du Centre et du Nord, selon une étude du CNRS s'appuyant sur une série de données couvrant la période 1971-2000. En 2020, Météo-France publie une typologie des climats de la France métropolitaine dans laquelle la commune est exposée à un climat océanique altéré et est dans la région climatique Normandie (Cotentin, Orne), caractérisée par une pluviométrie relativement élevée (850 mm/a) et un été frais (15,5 °C) et venté. Parallèlement le GIEC normand, un groupe régional d’experts sur le climat, différencie quant à lui, dans une étude de 2020, trois grands types de climats pour la région Normandie, nuancés à une échelle plus fine par les facteurs géographiques locaux. La commune est, selon ce zonage, exposée à un « climat contrasté des collines », correspondant au Pays d'Ouche et au Perche et bénéficiant d’un caractère continental affirmé avec des précipitations atténuées et des amplitudes thermiques fortes.
Pour la période 1971-2000, la température annuelle moyenne est de 10,3 °C, avec une amplitude thermique annuelle de 14,1 °C. Le cumul annuel moyen de précipitations est de 810 mm, avec 12,9 jours de précipitations en janvier et 7,9 jours en juillet. Pour la période 1991-2020, la température moyenne annuelle observée sur la station météorologique installée sur la commune est de 11,3 °C et le cumul annuel moyen de précipitations est de 732,0 mm,. Pour l'avenir, les paramètres climatiques de la commune estimés pour 2050 selon différents scénarios d’émission de gaz à effet de serre sont consultables sur un site dédié publié par Météo-France en novembre 2022.
| Mois                                  | jan.          | fév.           | mars          | avril         | mai           | juin         | jui.          | août          | sep.          | oct.          | nov.          | déc.          | année      |
| ------------------------------------- | ------------- | -------------- | ------------- | ------------- | ------------- | ------------ | ------------- | ------------- | ------------- | ------------- | ------------- | ------------- | ---------- |
| Température minimale moyenne (°C)     | 2             | 1,8            | 3,5           | 5,8           | 8,5           | 11,7         | 13,4          | 13,3          | 11,3          | 9             | 5,3           | 2,4           | 7,3        |
| Température moyenne (°C)              | 4,3           | 4,7            | 7,2           | 10,6          | 13,3          | 16,8         | 19            | 18,4          | 16            | 12,3          | 7,9           | 4,7           | 11,3       |
| Température maximale moyenne (°C)     | 6,6           | 7,5            | 10,8          | 15,3          | 18,1          | 22           | 24,6          | 23,4          | 20,7          | 15,5          | 10,4          | 7,1           | 15,2       |
| Record de froid (°C) date du record   | −11 07.01.09  | −12,1 12.02.12 | −9,7 13.03.13 | −3,6 07.04.21 | 0,2 07.05.21  | 3,1 01.06.06 | 7,2 29.07.15  | 6,6 21.08.14  | 3,3 30.09.18  | −0,4 15.10.09 | −5,3 30.11.10 | −8,6 03.12.10 | −12,1 2012 |
| Record de chaleur (°C) date du record | 13,9 01.01.22 | 19,4 27.02.19  | 23,2 30.03.21 | 27,8 20.04.18 | 29,1 28.05.17 | 37 18.06.22  | 40,5 25.07.19 | 36,6 07.08.20 | 33,5 15.09.20 | 28,4 02.10.23 | 21,9 01.11.15 | 14,7 30.12.22 | 40,5 2019  |
| Précipitations (mm)                   | 70,6          | 53,9           | 59,1          | 48,8          | 70            | 62,6         | 51,6          | 54,3          | 36,3          | 68,6          | 73,4          | 82,8          | 732        |

## Urbanisme

### Typologie
Au 1er janvier 2024, Saint-Hilaire-le-Châtel est catégorisée commune rurale à habitat dispersé, selon la nouvelle grille communale de densité à sept niveaux définie par l'Insee en 2022.
Elle est située hors unité urbaine. Par ailleurs la commune fait partie de l'aire d'attraction de Mortagne-au-Perche, dont elle est une commune de la couronne,. Cette aire, qui regroupe 25 communes, est catégorisée dans les aires de moins de 50 000 habitants,.

### Occupation des sols
L'occupation des sols de la commune, telle qu'elle ressort de la base de données européenne d’occupation biophysique des sols Corine Land Cover (CLC), est marquée par l'importance des territoires agricoles (90,9 % en 2018), en diminution par rapport à 1990 (93 %). La répartition détaillée en 2018 est la suivante : terres arables (58 %), prairies (32,3 %), forêts (5,4 %), zones industrielles ou commerciales et réseaux de communication (2,8 %), zones urbanisées (0,9 %), zones agricoles hétérogènes (0,6 %). L'évolution de l’occupation des sols de la commune et de ses infrastructures peut être observée sur les différentes représentations cartographiques du territoire : la carte de Cassini (XVIIIe siècle), la carte d'état-major (1820-1866) et les cartes ou photos aériennes de l'IGN pour la période actuelle (1950 à aujourd'hui).

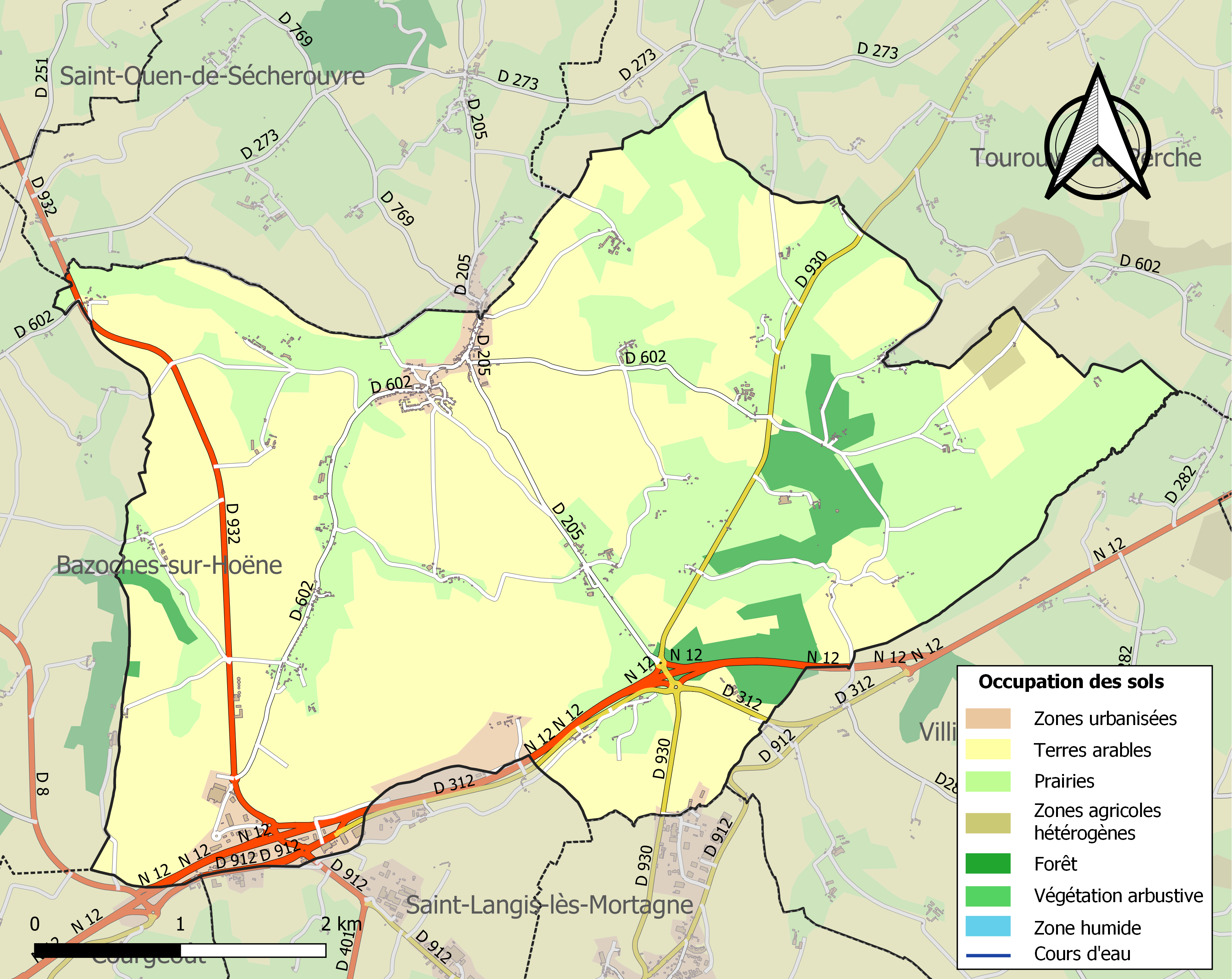
Carte des infrastructures et de l'occupation des sols de la commune en 2018 (CLC).

### Habitat et logement
En 2019, le nombre total de logements dans la commune était de 338, alors qu'il était de 323 en 2014 et de 313 en 2009.
Parmi ces logements, 79,6 % étaient des résidences principales, 17,7 % des résidences secondaires et 2,7 % des logements vacants. Ces logements étaient pour 98,2 % d'entre eux des maisons individuelles et pour 1,8 % des appartements.
Le tableau ci-dessous présente la typologie des logements à Saint-Hilaire-le-Châtel en 2019 en comparaison avec celle de l'Orne et de la France entière. Une caractéristique marquante du parc de logements est ainsi une proportion de résidences secondaires et logements occasionnels (17,7 %) supérieure à celle du département (10,5 %) et à celle de la France entière (9,7 %). Concernant le statut d'occupation de ces logements, 71,2 % des habitants de la commune sont propriétaires de leur logement (73,7 % en 2014), contre 64,3 % pour l'Orne et 57,5 pour la France entière.
| Typologie                                               | Saint-Hilaire-le-Châtel | Orne | France entière |
| ------------------------------------------------------- | ----------------------- | ---- | -------------- |
| Résidences principales (en %)                           | 79,6                    | 78,3 | 82,1           |
| Résidences secondaires et logements occasionnels (en %) | 17,7                    | 10,5 | 9,7            |
| Logements vacants (en %)                                | 2,7                     | 11,2 | 8,2            |

## Toponymie
Étant donné le grand nombre de paroisses normandes homonymes, le nom de celle-ci reçoit très tôt un déterminant. Elle est d’abord appelée Saint-Hilaire-lès-Sainte-Céronne (Sanctus Hillarius juxta Sanctam Ceronnam 1099) d’après la proximité de Sainte-Céronne-lès-Mortagne, puis simplement Saint-Hilaire jusqu’au XVIIIe siècle, et encore sporadiquement jusqu’au milieu du XIXe siècle. L’appellation Saint-Hilaire-lès-Mortagne, d'après la proximité de Mortagne-au-Perche, apparaît au début du XVIIIe siècle (S[aint] Hilaire prez Mortagne 1716), et devient courante pendant tout le XIXe siècle. On note cependant l’emploi à cette époque du nom alternatif de Saint-Hilaire-le-Pigeon,, d’après celui d’un hameau et ancien fief de la paroisse.
Le nom de Saint-Hilaire-le-Châtel est un toponyme médiéval formé d’après la dédicace de l’église paroissiale à Hilaire de Poitiers, attestée dès la fin du XIe siècle.
À l’époque de la Révolution française, dans le cadre de la déchristianisation toponymique, Saint-Hilaire est brièvement rebaptisé Les Grouas, « les terres caillouteuses », d’après un lieu-dit qui se trouve en fait à la limite de la commune contiguë de Bazoches-sur-Hoëne.
L’appellation moderne de Saint-Hilaire-le-Châtel, adoptée en 1923,, fait référence au hameau de Châtel, dont le nom est issu de l’ancien français chastel « château fort » ou, plus probablement ici, « habitation seigneuriale ». Ce changement a sans doute été motivé par la confusion possible du nom de la commune avec celui de Saint-Hilaire-de-Mortagne en Vendée, aujourd’hui rattachée à Mortagne-sur-Sèvre.

## Histoire
La commune, instituée par la Révolution française, a absorbé celle de Saint-Sulpice-de-Nully en 1822. Saint-Hilaire comptait alors 740 habitants contre 172 à Saint-Sulpice.

## Politique et administration

### Tendances politiques et résultats
| Élections présidentielles, résultats des deuxièmes tours.                                                | Élections présidentielles, résultats des deuxièmes tours. | Élections présidentielles, résultats des deuxièmes tours. | Élections présidentielles, résultats des deuxièmes tours. | Élections présidentielles, résultats des deuxièmes tours. | Élections présidentielles, résultats des deuxièmes tours. | Élections présidentielles, résultats des deuxièmes tours. | Élections présidentielles, résultats des deuxièmes tours. |
| Année | Élu                                                       | Élu                                                       | Élu                                                       | Battu                                                     | Battu                                                     | Battu                                                     | Participation                                             |
| --- | --------------------------------------------------------- | --------------------------------------------------------- | --------------------------------------------------------- | --------------------------------------------------------- | --------------------------------------------------------- | --------------------------------------------------------- | --------------------------------------------------------- |
| 2002 | 81.02 %                                                   | Jacques Chirac                                            | RPR                                                       | 18.98 %                                                   | Jean-Marie Le Pen                                         | FN                                                        | 86.61 %                                                   |
| 2007 | 67.77 %                                                   | Nicolas Sarkozy                                           | UMP                                                       | 32.23 %                                                   | Ségolène Royal                                            | PS                                                        | 88.35 %                                                   |
| 2012 | 38.97 %                                                   | François Hollande                                         | PS                                                        | 61.03 %                                                   | Nicolas Sarkozy                                           | UMP                                                       | 86.00 %                                                   |
| 2017 | 60.39 %                                                   | Emmanuel Macron                                           | EM                                                        | 39.61 %                                                   | Marine Le Pen                                             | FN                                                        | 84.02 %                                                   |
| 2022 | 49.64 %                                                   | Emmanuel Macron                                           | LREM                                                      | 50.36 %                                                   | Marine Le Pen                                             | RN                                                        | 84.77 %                                                   |
| Élections législatives, résultats des deux meilleurs scores du dernier tour de scrutin.                  |                                                           |                                                           |                                                           |                                                           |                                                           |                                                           |                                                           |
| Année | Élu                                                       | Élu                                                       | Élu                                                       | Battu                                                     | Battu                                                     | Battu                                                     | Participation                                             |
| Saint-Hilaire-le-Châtel est répartie sur plusieurs circonscriptions, cf. les résultats des .             |                                                           |                                                           |                                                           |                                                           |                                                           |                                                           |                                                           |
| Avant 2010, Saint-Hilaire-le-Châtel est répartie sur plusieurs circonscriptions, cf. les résultats des . |                                                           |                                                           |                                                           |                                                           |                                                           |                                                           |                                                           |
| 2002 | 49.50 %                                                   | Jean-Claude Lenoir                                        | UMP                                                       | 20.46 %                                                   | Anne-Marie Moretti                                        | PS                                                        | 68.60 %                                                   |
| 2007 | 53.58 %                                                   | Jean-Claude Lenoir                                        | UMP                                                       | 16.38 %                                                   | Anne-Marie Moretti                                        | PS                                                        | 64.62 %                                                   |
| Après 2010, Saint-Hilaire-le-Châtel est répartie sur plusieurs circonscriptions, cf. les résultats de .  |                                                           |                                                           |                                                           |                                                           |                                                           |                                                           |                                                           |
| 2012 | 59.70 %                                                   | Véronique Louwagie                                        | UMP                                                       | 40.30 %                                                   | Souad El Manaa                                            | PS                                                        | 58.42 %                                                   |
| 2017 | 54.13 %                                                   | Véronique Louwagie                                        | LR                                                        | 45.87 %                                                   | Ophélie Lerouge                                           | REM                                                       | 50.98 %                                                   |
| 2022 | 62.26 %                                                   | Véronique Louwagie                                        | LR                                                        | 37.74 %                                                   | Alexandre Morel                                           | RN                                                        | 51.50 %                                                   |
| 2024 | %                                                         |                                                           |                                                           | %                                                         |                                                           |                                                           | %                                                         |
| Élections européennes, résultats des deux meilleurs scores.                                              |                                                           |                                                           |                                                           |                                                           |                                                           |                                                           |                                                           |
| Année | Liste 1re                                                 | Liste 1re                                                 | Liste 1re                                                 | Liste 2e                                                  | Liste 2e                                                  | Liste 2e                                                  | Participation                                             |
| 2004 | 19.57 %                                                   | Yves Butel                                                | CPNT                                                      | 16.30 %                                                   | Henri Weber                                               | PS                                                        | 41.79 %                                                   |
| 2009 | 31.61 %                                                   | Dominique Riquet                                          | UMP                                                       | 13.47 %                                                   | Marine Le Pen                                             | FN                                                        | 43.06 %                                                   |
| 2014 | 34.06 %                                                   | Marine Le Pen                                             | FN                                                        | 24.89 %                                                   | Jérôme Lavrilleux                                         | UMP                                                       | 48.81 %                                                   |
| 2019 | 26.89 %                                                   | Jordan Bardella                                           | FN                                                        | 21.19 %                                                   | Nathalie Loiseau                                          | LREM                                                      | 54.75 %                                                   |
| 2024 | %                                                         |                                                           |                                                           | %                                                         |                                                           |                                                           | %                                                         |
| Élections régionales, résultats des deux meilleurs scores.                                               |                                                           |                                                           |                                                           |                                                           |                                                           |                                                           |                                                           |
| Année | Liste 1re                                                 | Liste 1re                                                 | Liste 1re                                                 | Liste 2e                                                  | Liste 2e                                                  | Liste 2e                                                  | Participation                                             |
| 2004 | 51.58 %                                                   | René Garrec                                               | UMP                                                       | 31.23 %                                                   | Philippe Duron                                            | PS                                                        | 64.19 %                                                   |
| 2010 | 55.74 %                                                   | Laurent Beauvais                                          | PS                                                        | 44.26 %                                                   | Jean-François Legrand                                     | UMP                                                       | 51.72 %                                                   |
| 2015 | 45.21 %                                                   | Hervé Morin                                               | UDI                                                       | 34.59 %                                                   | Nicolas Bay                                               | FN                                                        | 61.16 %                                                   |
| 2021 | 49.54 %                                                   | Hervé Morin                                               | NC                                                        | 23.99 %                                                   | Mélanie Boulanger                                         | PS                                                        | 33.51 %                                                   |
| Élections cantonales, résultats des deux meilleurs scores du dernier tour de scrutin.                    |                                                           |                                                           |                                                           |                                                           |                                                           |                                                           |                                                           |
| Année | Élu                                                       | Élu                                                       | Élu                                                       | Battu                                                     | Battu                                                     | Battu                                                     | Participation                                             |
| Saint-Hilaire-le-Châtel est répartie sur plusieurs cantons, cf. les résultats de ceux de .               |                                                           |                                                           |                                                           |                                                           |                                                           |                                                           |                                                           |
| 2001 | ? %                                                       | ?                                                         | ?                                                         | ? %                                                       | ?                                                         | ?                                                         | indisponible %                                            |
| 2004 | ? %                                                       | ?                                                         | ?                                                         | ? %                                                       | ?                                                         | ?                                                         | indisponible %                                            |
| 2008 | 40.84 %                                                   | Roland Caillaud                                           | DVD                                                       | 41.22 %                                                   | Bernard Milcent                                           | DVD                                                       | 55.02 %                                                   |
| 2011 | ? %                                                       | ?                                                         | ?                                                         | ? %                                                       | ?                                                         | ?                                                         | indisponible %                                            |
| Élections départementales, résultats des deux meilleurs scores du dernier tour de scrutin.               |                                                           |                                                           |                                                           |                                                           |                                                           |                                                           |                                                           |
| Année | Élus                                                      | Élus                                                      | Élus                                                      | Battus                                                    | Battus                                                    | Battus                                                    | Participation                                             |
| Saint-Hilaire-le-Châtel est répartie sur plusieurs cantons, cf. les résultats de ceux de .               |                                                           |                                                           |                                                           |                                                           |                                                           |                                                           |                                                           |
| 2015 | 49.81 %                                                   | Jean Lamy Marie-Christine Besnard                         | DVD                                                       | 30.86 %                                                   | Raymond Herbreteau Marie-Laure Lallouet                   | FN                                                        | 58.66 %                                                   |
| 2021 | 74.83 %                                                   | Xavier Goutte Virginie Valtier                            | DVD                                                       | 25.17 %                                                   | Gaëlle Lauwarier Michel Lepoivre                          | RN                                                        | 32.78 %                                                   |
| Référendums.                                                                                             |                                                           |                                                           |                                                           |                                                           |                                                           |                                                           |                                                           |
| Année | Oui (national)                                            | Oui (national)                                            | Oui (national)                                            | Non (national)                                            | Non (national)                                            | Non (national)                                            | Participation                                             |
| 1992 | 37.97 % (51,04 %)                                         | 37.97 % (51,04 %)                                         | 37.97 % (51,04 %)                                         | 62.03 % (48,96 %)                                         | 62.03 % (48,96 %)                                         | 62.03 % (48,96 %)                                         | 78.80 %                                                   |
| 2000 | ? % (73,21 %)                                             | ? % (73,21 %)                                             | ? % (73,21 %)                                             | ? % (26,79 %)                                             | ? % (26,79 %)                                             | ? % (26,79 %)                                             | indisponible %                                            |
| 2005 | 46.65 % (45,33 %)                                         | 46.65 % (45,33 %)                                         | 46.65 % (45,33 %)                                         | 53.35 % (54,67 %)                                         | 53.35 % (54,67 %)                                         | 53.35 % (54,67 %)                                         | 72.22 %                                                   |

### Rattachements administratifs et électoraux

#### Rattachements administratifs
La commune se trouve  dans l'arrondissement de Mortagne-au-Perche du département de l'Orne.
Elle faisait partie depuis 1793 du canton de Mortagne-au-Perche. Dans le cadre du redécoupage cantonal de 2014 en France, cette circonscription administrative territoriale a disparu, et le canton n'est plus qu'une circonscription électorale.

#### Rattachements électoraux
Pour les élections départementales, la commune est membre depuis 2014 du d'un nouveau canton de Mortagne-au-Perche
Pour l'élection des députés, elle fait partie de la deuxième circonscription de l'Orne.

### Intercommunalité
Saint-Hilaire-le-Châtel est membre de la communauté de communes du Pays de Mortagne au Perche, un établissement public de coopération intercommunale (EPCI) à fiscalité propre créé en 1995 et auquel la commune a transféré un certain nombre de ses compétences, dans les conditions déterminées par le code général des collectivités territoriales.

### Liste des maires
| Période                                  | Période                 | Identité            | Étiquette | Qualité                                            |
| ---------------------------------------- | ----------------------- | ------------------- | --------- | -------------------------------------------------- |
| Les données manquantes sont à compléter. |                         |                     |           |                                                    |
| 1989                                     | avril 2014              | Jean-Jacques Beuzit | SE        | Agriculteur                                        |
| avril 2014                               | En cours (au 27/6/2022) | Philippe Blutel     | SE        | Ingénieur retraité Réélu pour le mandat 2020-2026, |

## Équipements et services publics
Afin de pallier la disparition des commerces de proximité, la commune s’est dotée en 2018 d’un distributeur de baguettes et d’un camion-pizza.

### Eau et assainissement
Une usine de production d’eau potable Les Sources a été installée en 2014 par le Syndicat intercommunal d’alimentation en eau potable du Haut-Perche (ancien SMAEP), grâce à une amélioration de la qualité de l'eau qu'elle utilise. En effet, une précédente installation avait cessé d'être utilisée  vers 2000 en raison de la teneur excessive de pesticides d'origine agricole.
Cette installation permet de sécuriser l'adduction en eau potable des 15 000 habitant desservis par le syndicat.

### Enseignement
En 2004, Saint-Hilaire-le-Châtel inaugure la première école construite en suivant la démarche HQE (Haute qualité environnementale)[réf. nécessaire].
La commune accueillait jusqu'en 2016 un Institut médicoéducatif (IME) consacré à l’accompagnement d’enfants en situation de handicap intellectuel géré par l’association Foyer Notre-Dame. À la suite d'un changement d’organisation destiné à permettre un meilleur accompagnement des personnes concernées, le site de Saint-Hilaire n'est plus utilisé.

### Énergie
La commune a fait installer en 2021 des panneaux photovoltaïques sur la toiture de l'église à l'occasion de sa réfection, afin de contribuer à la démarche énergie durable zéro émission voulu par la municipalité, puis, dès 2022, de parvenir à passer en énergie positive.
L'installation de l'église a produit la première année 35 000 kw, soit sensiblement la consommation de l'éclairage public, des équipements communaux et de l'église.

## Population et société

### Démographie
L'évolution du nombre d'habitants est connue à travers les recensements de la population effectués dans la commune depuis 1793. Pour les communes de moins de 10 000 habitants, une enquête de recensement portant sur toute la population est réalisée tous les cinq ans, les populations de référence des années intermédiaires étant quant à elles estimées par interpolation ou extrapolation. Pour la commune, le premier recensement exhaustif entrant dans le cadre du nouveau dispositif a été réalisé en 2006.

En 2022, la commune comptait 668 habitants, en évolution de +2,45 % par rapport à 2016 (Orne : −3,21 %, France hors Mayotte : +2,11 %).
| 1793 | 1800 | 1806 | 1821 | 1836 | 1841 | 1846 | 1851 | 1856 |
| ---- | ---- | ---- | ---- | ---- | ---- | ---- | ---- | ---- |
| 837  | 761  | 771  | 740  | 923  | 944  | 935  | 954  | 942  |

| 1861 | 1866 | 1872 | 1876 | 1881 | 1886 | 1891 | 1896 | 1901 |
| ---- | ---- | ---- | ---- | ---- | ---- | ---- | ---- | ---- |
| 930  | 872  | 877  | 891  | 840  | 834  | 799  | 760  | 741  |

| 1906 | 1911 | 1921 | 1926 | 1931 | 1936 | 1946 | 1954 | 1962 |
| ---- | ---- | ---- | ---- | ---- | ---- | ---- | ---- | ---- |
| 752  | 740  | 649  | 653  | 613  | 615  | 640  | 580  | 566  |

| 1968 | 1975 | 1982 | 1990 | 1999 | 2006 | 2011 | 2016 | 2021 |
| ---- | ---- | ---- | ---- | ---- | ---- | ---- | ---- | ---- |
| 505  | 492  | 564  | 569  | 576  | 677  | 691  | 652  | 661  |

| 2022 | - | - | - | - | - | - | - | - |
| ---- | - | - | - | - | - | - | - | - |
| 668  | - | - | - | - | - | - | - | - |

### Manifestations culturelles et festivités
En juin 2019 a lieu au château de Mauregard la 8e édition du salon Art singulier.

## Culture locale et patrimoine

### Lieux et monuments
- Château de Mauregard

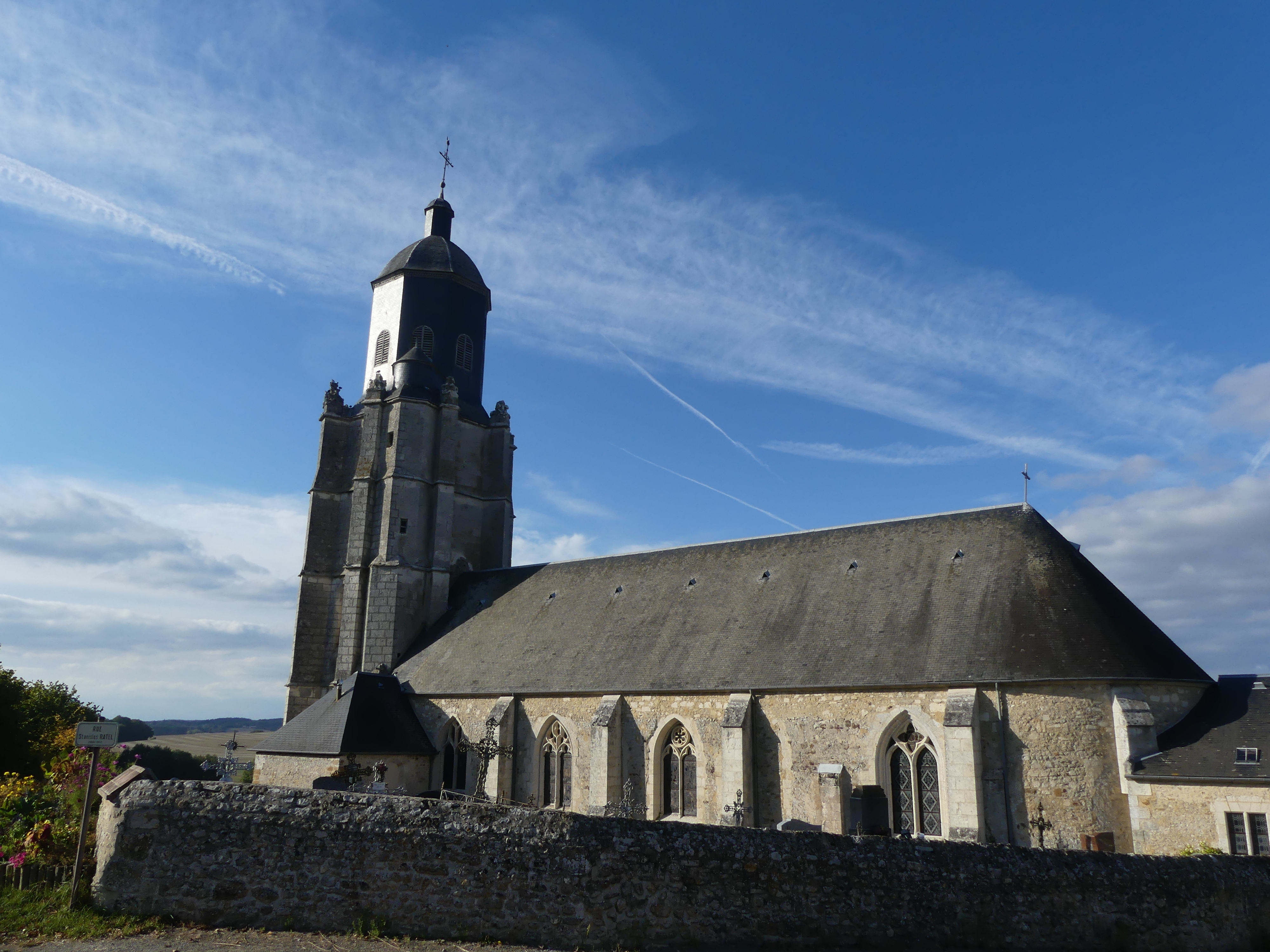
L'église.
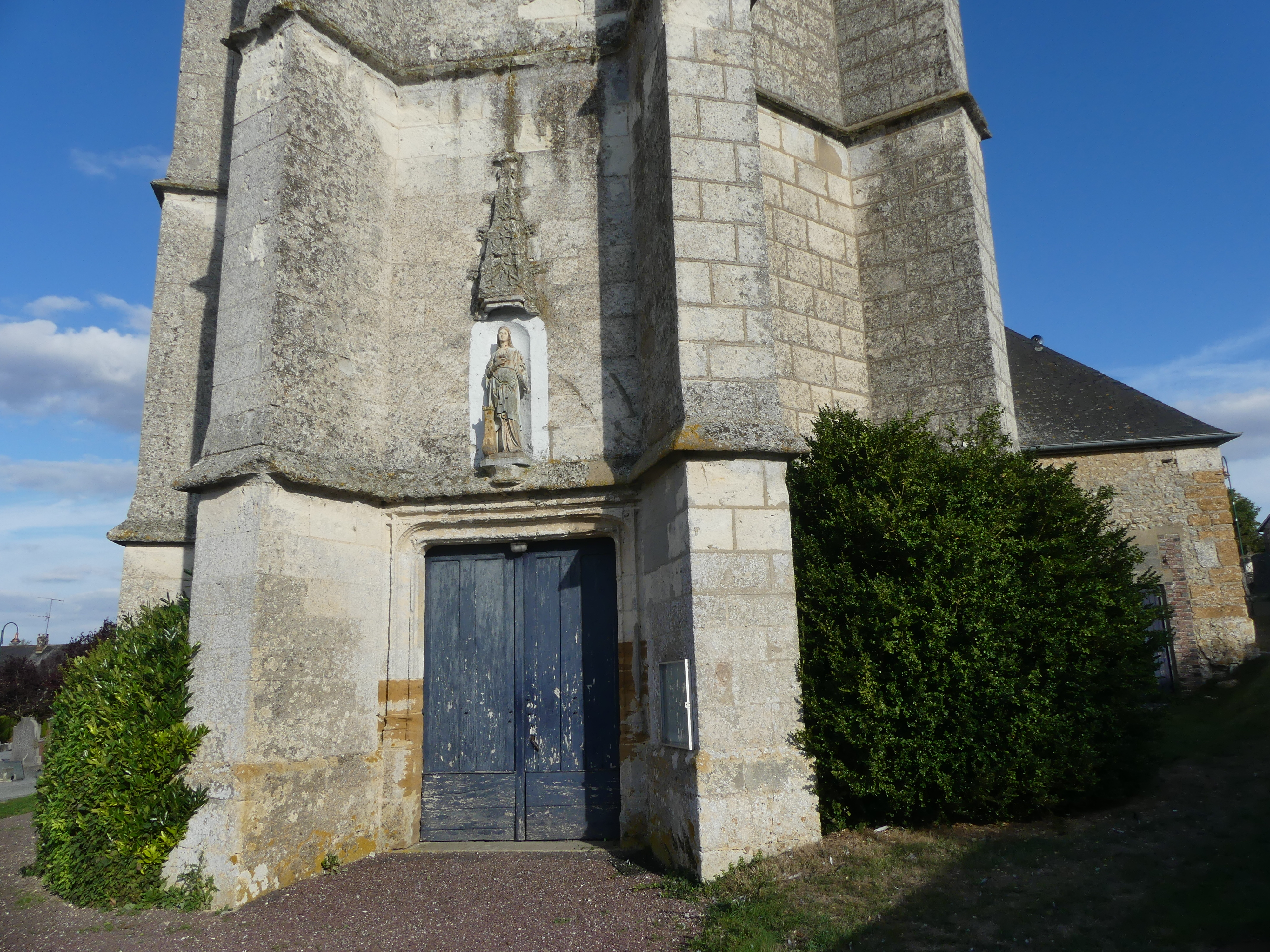
Détail du clocher-porche de l'église.
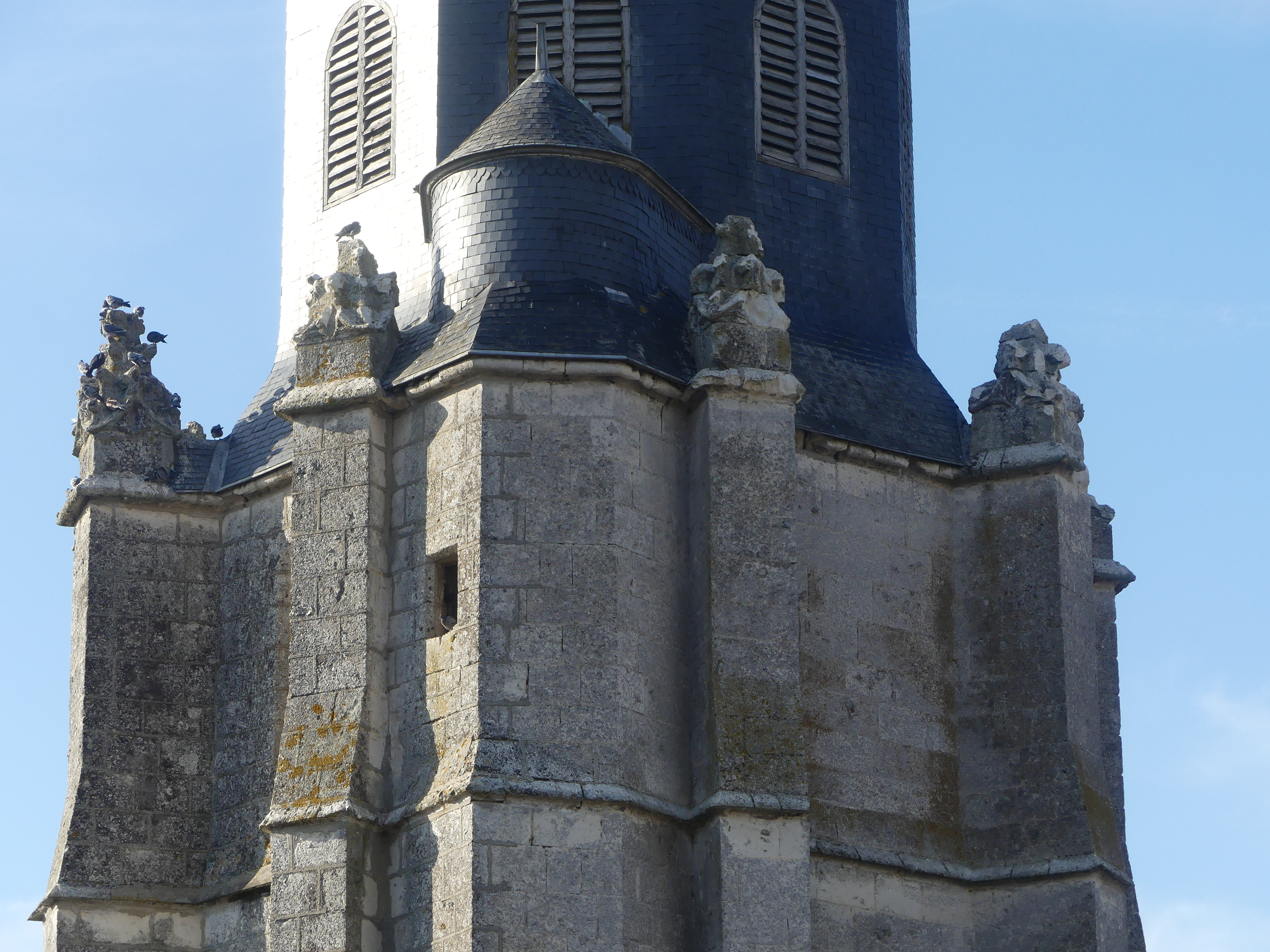
Détail du clocher-porche de l'église.
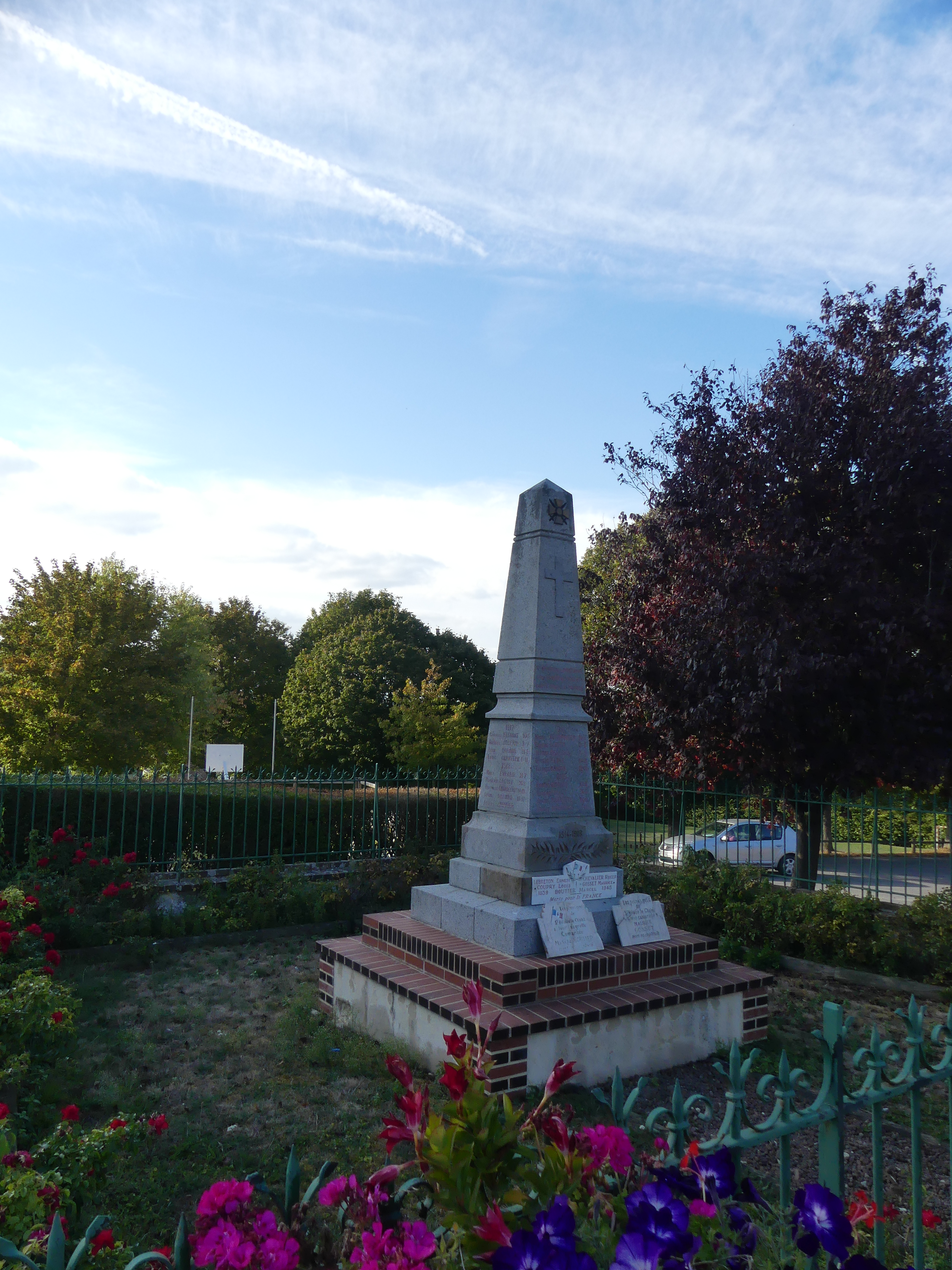
Le monument aux morts.

### Personnalités liées à la commune
- Stanislas Ratel (1824 - 1904 à Saint-Hilaire-le-Châtel), pionnier de la photographie.